# الفصول الأربعة (فيفالدي)
الفصول الأربعة (بالإيطالية: Le quattro stagioni)‏ مجموعة من أربعة كونشرتو كمان من تأليف أنطونيو فيفالدي. كل مقطع يشير إلى فصل من فصول السنة. ألّف فيفالدي هذه الموسيقى عام 1723 ونشرها عام 1725 ضمن العمل الثامن بعنوان Il cimento dell'armonia e dell'inventione (المنافسة بين التناغم والإبداع)
قام فيفالدي في هذا العمل الموسيقي بمحاكاة عوامل الطبيعة المختلفة مثل نسمات الهواء والرياح الشديدة والعواصف.
يعتقد أن هنالك أربع سونيتات مرافقة للعمل الموسيقي.

## قائمة بالكونشرتو والحركات

### الربيع
- Concerto No. 1 in E major, Op. 8, RV 269, "La primavera" (الربيع)
  1. Allegro
  2. Largo e pianissimo sempre
  3. Allegro pastorale

### الصيف
- Concerto No. 2 in G minor, Op. 8, RV 315, "L'estate" (الصيف)
  1. Allegro non molto
  2. Adagio e piano – Presto e forte
  3. Presto

### الخريف
- Concerto No. 3 in F major, Op. 8, RV 293, "L'autunno" (الخريف)
  1. Allegro
  2. Adagio molto
  3. Allegro

### الشتاء
- Concerto No. 4 in F minor, Op. 8, RV 297, "L'inverno" (الشتاء)
  1. Allegro non molto
  2. Largo
  3. Allegro